# Corryocactus pulquinensis
Corryocactus pulquinensis ist eine Pflanzenart in der Gattung Corryocactus aus der Familie der Kakteengewächse (Cactaceae). Das Artepitheton pulquiensis verweist auf das Vorkommen der Art nahe dem bolivianischen Ort Pulquina.

## Beschreibung
Corryocactus pulquinensis wächst kletternd oder mit wenigen Trieben kriechend. Die leuchtend grünen Triebe sind 3 bis 4 Meter lang und weisen Durchmesser von 3 bis 4 Zentimeter auf. Es sind vier bis fünf stumpfe, gekerbte Rippen vorhanden. Die drei bis sieben nadeligen bis pfriemlichen, weißen Dornen besitzen eine dunklere Spitze, sind etwas an den Trieb angedrückt und lassen sich nicht klar in Mittel- und Randdornen unterscheiden. Sie sind 0,5 bis 2 Zentimeter lang. Drei von ihnen sind abwärts gerichtet.
Die breit trichterförmigen bis glockenförmigen goldgelben bis orangefarbenen Blüten erscheinen zu dritt oder viert in der Nähe der Triebspitzen und sind etwa 7 bis 7,5 Zentimeter lang.

## Verbreitung, Systematik und Gefährdung
Corryocactus pulquinensis ist im bolivianischen Departamento Santa Cruz in tiefen Lagen um 1500 Meter verbreitet.
Die Erstbeschreibung erfolgte 1957 durch Martín Cárdenas.
In der Roten Liste gefährdeter Arten der IUCN wird die Art als „Endangered (EN)“, d. h. als stark gefährdet geführt.

## Nutzung
Die Früchte werden als Obst geerntet.

## Nachweise